# The Gray Man (novela)
The Grey Man es la novela debut del escritor norteamericano Mark Greaney. Fue publicada por primera vez en 2009 por Jove Books y es la primera novela en la que aparece Court Gentry (The Gray Man), asesino freelance y exagente de la CIA. 
La novela sigue a Gentry en una misión a través de Europa para rescatar a su representante, Sir Donald Fitzroy, y a su familia en Normandía, Francia, de Lloyd, un miembro de una gigantesca corporación francesa y ex oficial de la CIA que quiere eliminar a Gentry con el fin de dirigir un negocio de mil millones de dólares para intereses petroleros en Nigeria, donde su presidente, a su vez, quiere a Gentry muerto por el asesinato de su hermano.

## Adaptación cinematográfica
Ha habido varios intentos de convertir la novela en una película, inicialmente con Christopher McQuarrie como director en 2016. Después del fracaso de esta versión, el proyecto permaneció inactivo hasta julio de 2020, cuando Netflix anunció sus planes para adaptar la novela. La película será dirigida por Joe y Anthony Russo. Joe Russo también participará en la escritura del guion, y Christopher Markus y Stephen McFeely realizarán la reescritura. Ryan Gosling, Chris Evans, Ana de Armas, Dhanush, Wagner Moura, Julia Butters y Jessica Henwick serán los protagonistas. La filmación comenzará en 2021 con un presupuesto de $200 millones.